# نواة المذنب

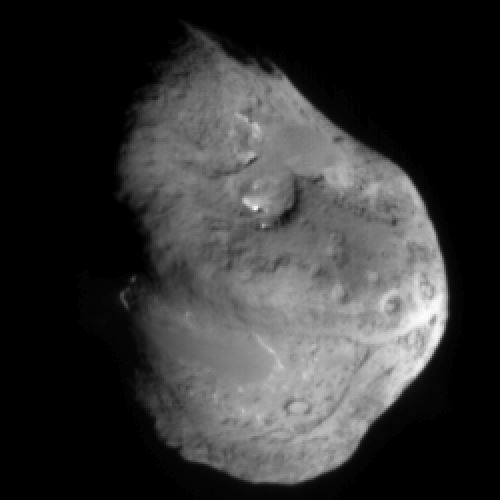
نواة المذنب تمبل 1.

النواة المذنب هي الجزء المركزي من المذنب، وتوصف شعبيا بأنها "كرة من الثلج ". تتكون نواة المذنب من الصخور والغبار والغازات المجمدة. عند اقتراب المذنب من  الشمس و تسخينه، تبدأ الغازات بالتبخر مكونة غلافا محيطا بالنواة يعرف بالغيبوبة. الضغط الناتج  عن أشعة الشمس والرياح الشمسية يؤثر على الغيبوبة مما يتسبب في تكوين ذيل هائل يمتد بعيدا عن النواة. يكون عادة البياض النموذجي حوالي 0,04. 	.

## شق
ويجوز للنواة بعض المذنبات تكون هشة، وهو الاستنتاج تدعمه رصد المذنبات التفرق.
	. المذنبات تقسيم تشمل 3D/Biela في 1846، شوميكر ليفي 9 في عام 1992، 	. و73P/Schwassmann-Wachmann 1995 حتي 2006.
	. وذكرت Ephorus مؤرخ اليوناني بأن المذنب تفكك في وقت يعود إلى فصل الشتاء من 372-373 ق.	. ويشتبه في المذنبات تقسيم بسبب الإجهاد الحراري، وضغط الغاز الداخلي، أو تأثير.
	. والمذنبات 42P/Neujmin Biesbroeck 53P/Van يبدو أن شظايا المذنب الأم. وقد أظهرت التكامل العددي أن كلا من المذنبات قد نهج إغلاق بدلا من كوكب المشتري في يناير 1850، وأنه، قبل 1850، وهما مدارات متطابقة تقريبا.	نص الصفحة.

## حجم
ويعتقد أن معظم المذنبات نواة ليكون هناك أكثر من حوالي 10 ميلا (16 كيلومترا) عبر. ولكننا نعرف من نواة المذنب تصل إلى 40 km عبر.
نواة من البطاطا على شكل مذنب هالي (15 × 8 × 8 كم) يحتوي على كميات متساوية من الجليد والغبار. نحو 80 في المئة من الجليد هو جليد الماء، وأول أكسيد الكربون المجمدة تشكل 15 في المئة أخرى. كثيرا ما تبقى مجمد ثاني أكسيد الكربون والميثان والأمونيا. ويعتقد العلماء أن المذنبات الأخرى تتشابه كيميائيا لمذنب هالي. نواة المذنب هالي أيضا مظلمة للغاية السوداء. ويعتقد العلماء أن يتم تغطية سطح المذنب، والمذنبات الأخرى ربما أكثر، مع قشرة سوداء من الغبار والصخور التي تغطي القسم الأكبر من الجليد. هذه الغاز الإفراج عن المذنبات فقط عندما ثقوب في هذه القشرة تدوير نحو الشمس، وتعريض جليد الداخلية لارتفاع درجة حرارة الشمس.
أثناء تحليقه في عام 2001، لاحظ في أعماق الفضاء 1 المركبة الفضائية نواة المذنب Borrelly وجدت لتكون حوالي نصف حجم (8 × 4 × 4 كلم).من نواة المذنب هالي. وكان نواة Borrelly أيضا البطاطا على شكل السطح، وكان لها سوداء مظلمة.